# Brauerei und Mälzerei Motte-Cordonnier

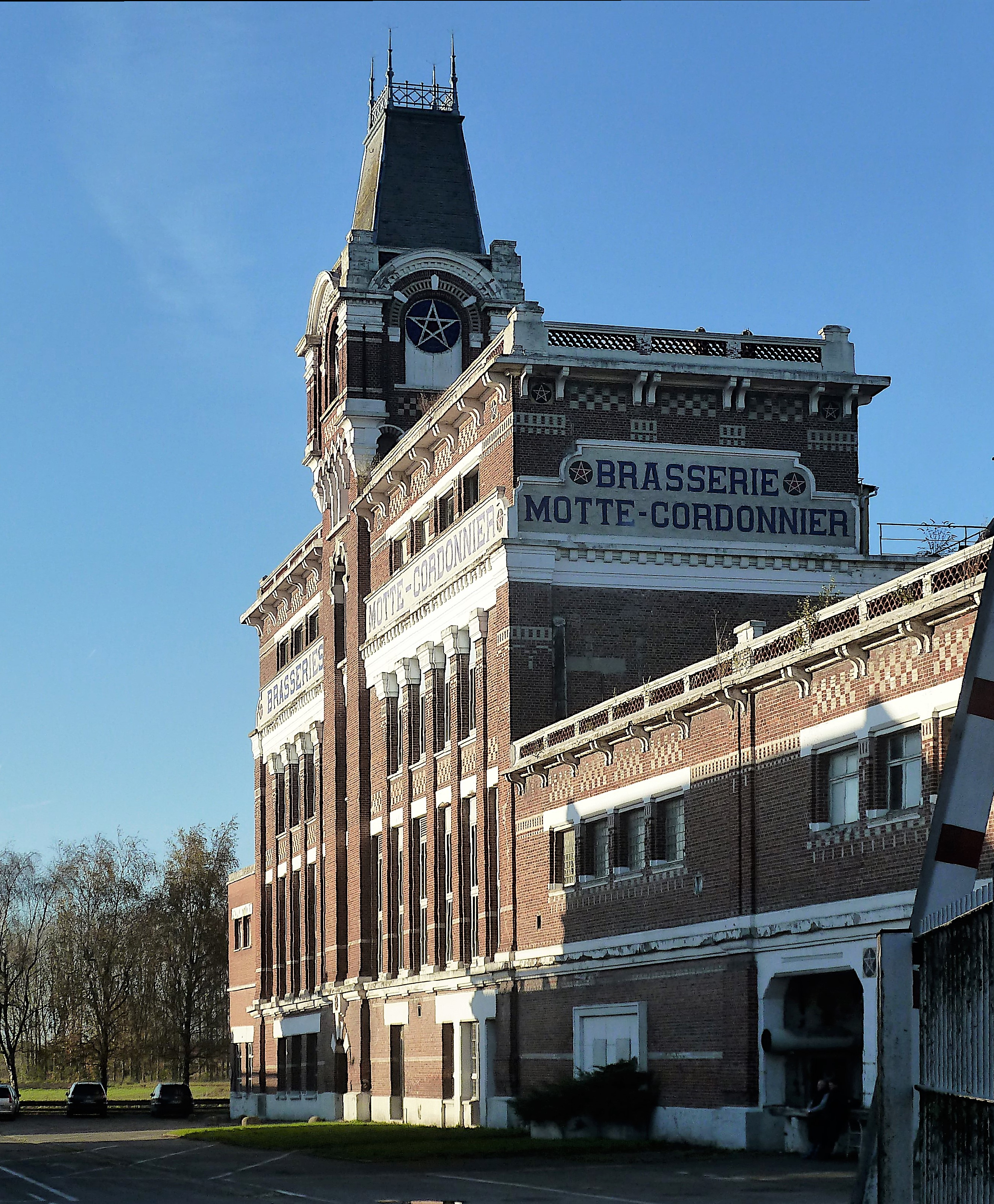
Brauerei und Mälzerei Motte-Cordonnier in Armentières (2013)

Die Brauerei und Mälzerei Motte-Cordonnier in Armentières, einer französischen Stadt im Département Nord in der Region Hauts-de-France, wurde 1922/23 errichtet. Das Gebäude an der Rue Pierre Brossolette Nr. 14 und der Rue Roger-Salengro wurde 1999 als Monument historique in die Liste der Baudenkmäler in Frankreich aufgenommen.
Die ehemalige Brauerei und Mälzerei wurde nach der Zerstörung der im Stadtzentrum gelegenen alten Braustätte während des Ersten Weltkrieges nach Plänen des Architekten Marcel Forest am Stadtrand neu errichtet. Als Symmetrieachse des Backsteingebäudes dient der alles überragende Wasserturm, der mit einem zentralen Treppenhaus kombiniert wurde. 
Die Mälzerei stellte ihren Betrieb 1965 ein, der Braubetrieb wurde bis 1993 fortgeführt. Das Unternehmen Stella Artois nutzt seitdem den Gebäudekomplex als Abfüllanlage und Lager.